# Thelyphonellus amazonicus
Espèce
Synonymes
- Thelyphonus amazonicus Butler, 1872

Thelyphonellus amazonicus est une espèce d'uropyges de la famille des Thelyphonidae.

## Distribution
Cette espèce est se rencontre au Brésil au Pará, en Amazonas et en Amapá et au Suriname.

## Publication originale
- Butler, 1872 : A monograph of the genus Thelyphonus. Annals and Magazine of Natural History, sér. 4, vol. 10, p. 200–206 (texte intégral).